# Аннелинн
Аннелинн (эст. Annelinn) — спальный район в Тарту. Располагается на востоке города. На 1 июня 2012 года население составляет 27480 человек.

## Описание
Район Аннелинн имеет площадь 5,41 км², являясь, таким образом, самым большим районом Тарту. Согласно плану застройки района, разработанному Мартом Яновичем Портом в конце 1960-х годов, Аннелинн должен был быть застроен 5-9 этажными многоквартирными домами. Кроме того планировалось, что район поделят на четыре микрорайона, однако в итоге разделили на два.

## Галерея

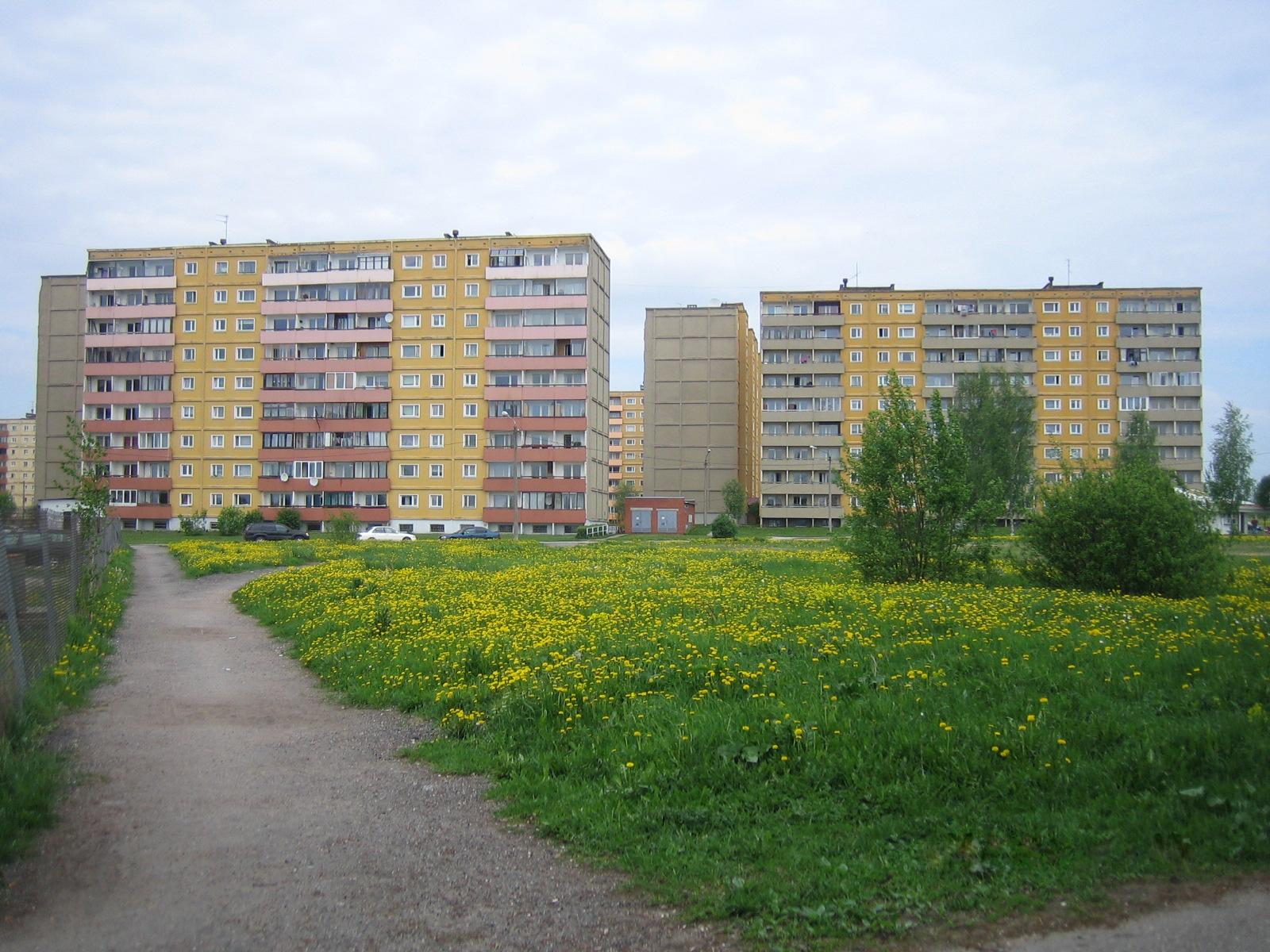
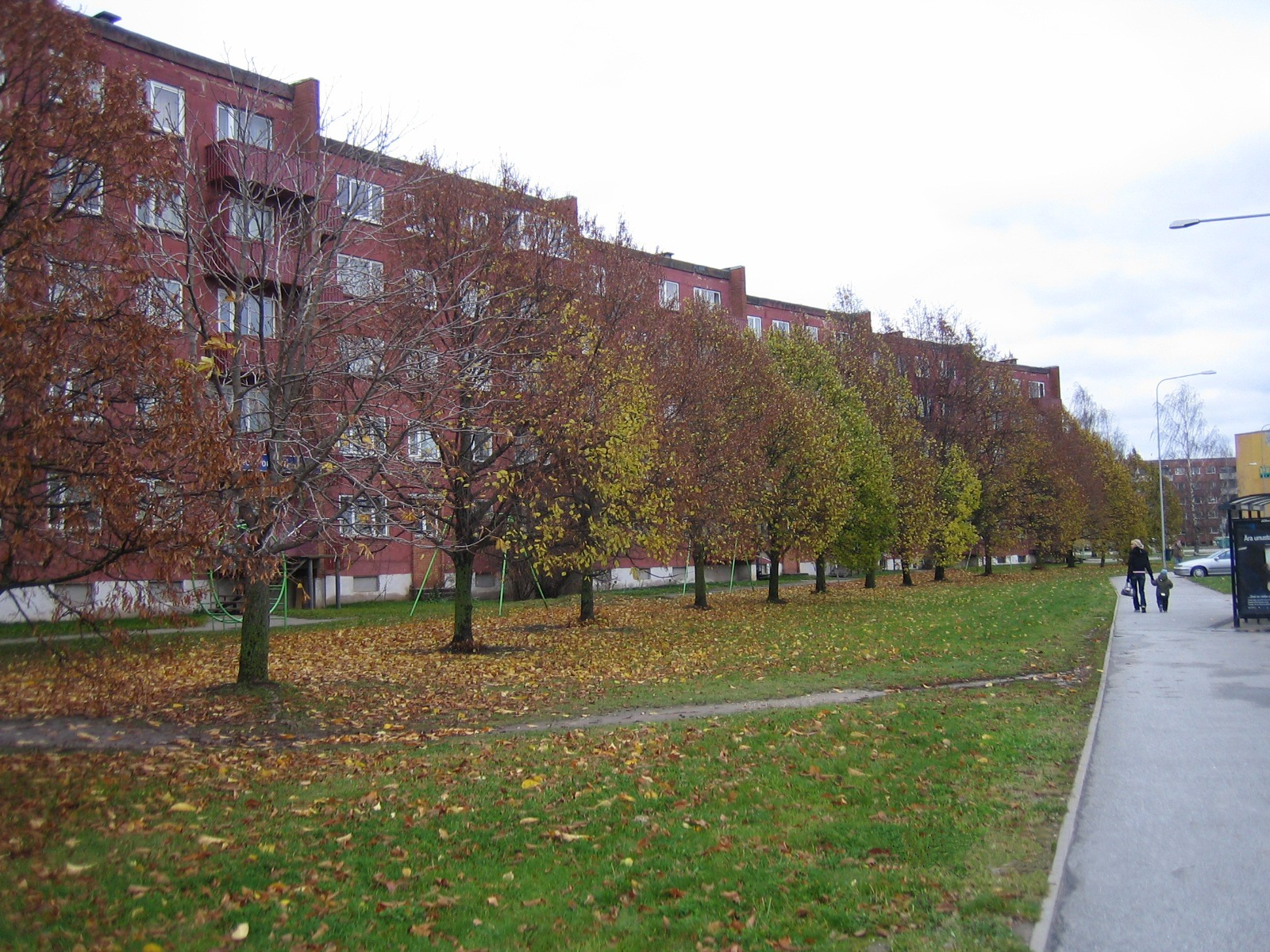
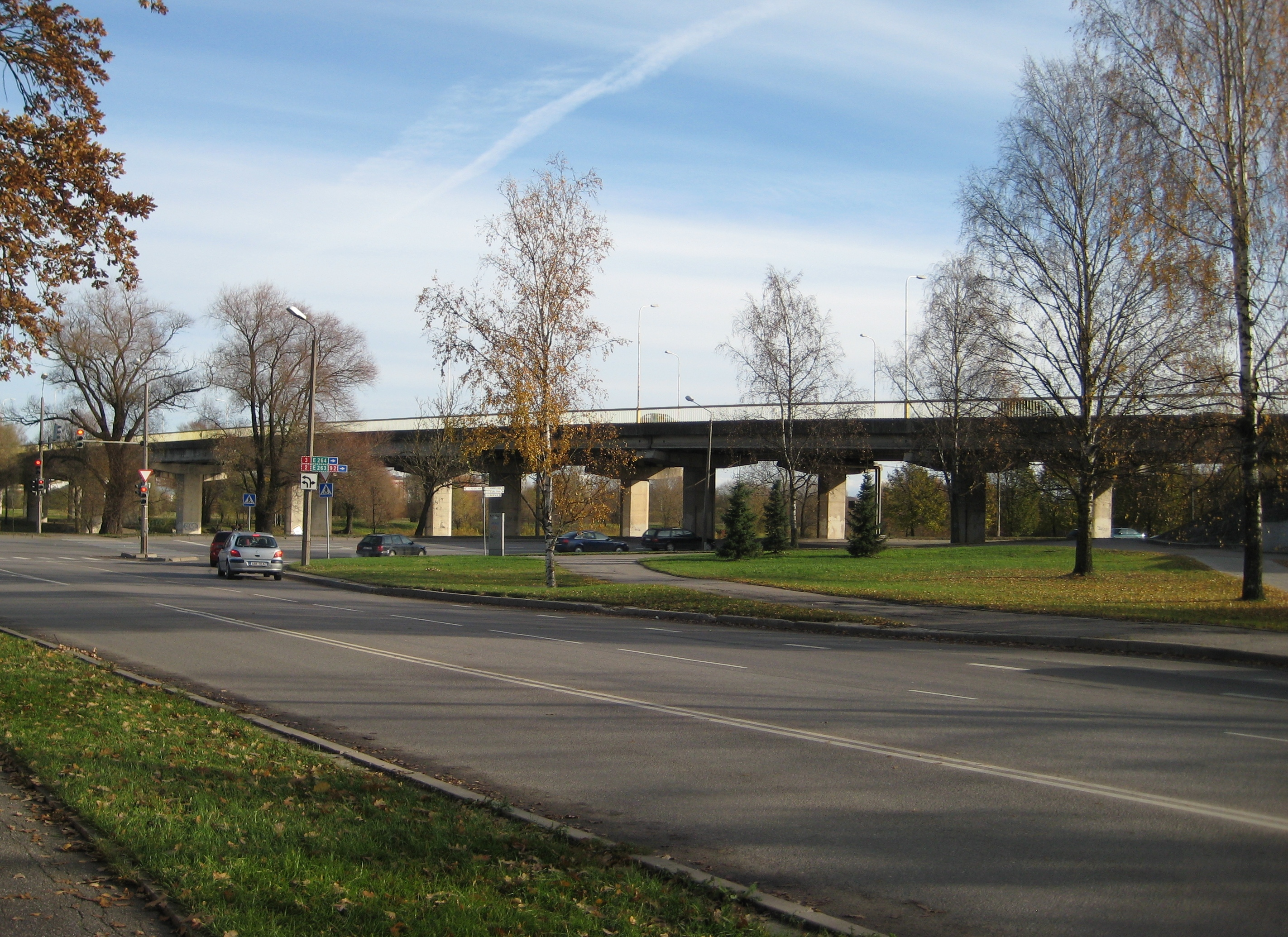